# Línea 148 (EMT Madrid)
La línea 148 de la EMT de Madrid une la Plaza del Callao con el Puente de Vallecas.

## Características
Es una línea que pasa por bastantes calles y plazas céntricas, como la Gran Vía, la Plaza de España o Embajadores.
La línea, nacida el 21 de septiembre de 1989, tiene su origen como sustituta de la antigua línea de microbús M-4, y realizaba idéntico recorrido a ésta: Callao-Legazpi. Las ampliaciones, primero a Méndez Álvaro (absorbiendo parte del recorrido de la antigua línea 117) el 25 de abril de 1992 y después a Puente de Vallecas el 12 de junio de 1993, son posteriores.

### Frecuencias
| Lunes a viernes laborables |               |
| De 6:00 a 8:00             | 11-15 minutos |
| De 8:00 a 20:00            | 10-13 minutos |
| De 20:00 a 23:00           | 11-15 minutos |
| Sábados laborables         |               |
| De 6:00 a 10:00            | 12-25 minutos |
| De 10:00 a 23:00           | 12-18 minutos |
| Domingos y festivos        |               |
| De 7:00 a 10:00            | 12-26 minutos |
| De 10:00 a 23:00           | 12-18 minutos |

## Recorrido y paradas

### Sentido Puente de Vallecas
| Código | Parada                                 | Común con                   | Conexiones con Metro y Cercanías | Otros |
| ------ | -------------------------------------- | --------------------------- | -------------------------------- | ----- |
| 5571   | CALLAO (C/ Jacometrezo, 5)             |                             | Callao                           |       |
| 168    | Santo Domingo                          | 1 2 44 46 74 75 133 147 001 | Santo Domingo                    |       |
| 170    | Gran Vía-Plaza de España               | 3 46 74 75                  | Plaza de España                  |       |
| 854    | Plaza de España                        | 3 25 39 46 74 75 138 158 C2 | Plaza de España                  |       |
| 1875   | Palacio Real                           | 3                           |                                  |       |
| 1877   | Las Vistillas                          | 3                           |                                  |       |
| 1879   | San Francisco El Grande                | 3 M3                        |                                  |       |
| 1881   | La Paloma                              | 3 M3                        |                                  |       |
| 1883   | Puerta de Toledo                       | M3                          | Puerta de Toledo                 |       |
| 2358   | El Rastro                              | 41 60 C2 C03                |                                  |       |
| 2356   | Embajadores-Ronda de Toledo            | 41 60 C2 C03                | Embajadores                      |       |
| 2591   | Embajadores                            | 60                          | Embajadores                      |       |
| 2818   | Embajadores-Santa María de la Cabeza   | 60 78                       |                                  |       |
| 1928   | Santa María de la Cabeza               | 6 59 78 85                  |                                  |       |
| 1931   | Jaime El Conquistador-Embajadores      | 6 78                        |                                  |       |
| 1933   | Jaime El Conquistador                  | 6 78                        |                                  |       |
| 1122   | Casa del Reloj                         | 6 18 78                     |                                  |       |
| 1124   | Legazpi-Matadero                       | 6 18 78                     |                                  |       |
| 3201   | Legazpi-Paseo del Molino               | 62 423                      | Legazpi                          |       |
| 5054   | Plaza de Italia                        | 62 156                      |                                  |       |
| 2905   | Bronce                                 | 62 156 180 T32              |                                  |       |
| 3359   | Nudo Sur                               | 156                         |                                  |       |
| 4100   | Avenida del Planetario                 | 156                         |                                  |       |
| 3365   | Tierno Galván-Planetario               | 156                         |                                  |       |
| 2917   | Estación Sur                           | 102 152                     | Méndez Álvaro                    |       |
| 2920   | Méndez Álvaro-Estación Sur             | 102 152                     |                                  |       |
| 3368   | Méndez Álvaro-Centro Comercial         | 113                         |                                  |       |
| 4975   | Cerro Negro                            | 113                         |                                  |       |
| 3662   | PUENTE DE VALLECAS (C/ Cerro Negro, 1) |                             | Puente de Vallecas               |       |

### Sentido Callao

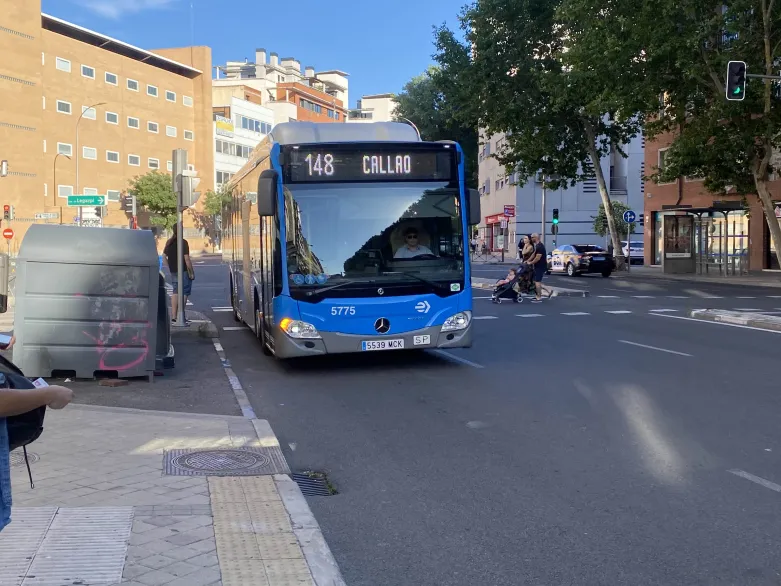
Autobús de línea circulando hacia Callao.

| Código | Parada                                 | Común con          | Conexiones con Metro y Cercanías | Otros |
| ------ | -------------------------------------- | ------------------ | -------------------------------- | ----- |
| 3662   | PUENTE DE VALLECAS (C/ Cerro Negro, 1) |                    | Puente de Vallecas               |       |
| 3371   | Játiva                                 | 113                |                                  |       |
| 4976   | Cerro Negro                            | 113                |                                  |       |
| 3369   | Méndez Álvaro-Centro Comercial         |                    |                                  |       |
| 92     | Méndez Álvaro-Estación Sur             | 102                | Méndez Álvaro                    |       |
| 3367   | Avenida del Planetario-Estación Sur    | 156                |                                  |       |
| 3366   | Tierno Galván-Planetario               | 156                |                                  |       |
| 4101   | Avenida del Planetario                 | 156                |                                  |       |
| 3360   | Nudo Sur                               | 156                |                                  |       |
| 2906   | Bronce                                 | 62 156 180 T32     |                                  |       |
| 5512   | Plaza de Italia                        | 62 156             |                                  |       |
| 2916   | Legazpi                                | 62 156 180 423 T32 | Legazpi                          |       |
| 1125   | Legazpi-Matadero                       | 6 18 78            |                                  |       |
| 1123   | Casa del Reloj                         | 6 18 78            |                                  |       |
| 1934   | Jaime El Conquistador                  | 6 78               |                                  |       |
| 1932   | Jaime El Conquistador-Embajadores      | 6 78               |                                  |       |
| 3561   | Santa María de la Cabeza               | 78                 |                                  |       |
| 2819   | Embajadores-Santa María de la Cabeza   | 60 78              |                                  |       |
| 2592   | Embajadores                            | 60 78              | Embajadores                      |       |
| 2355   | Embajadores (Ronda de Toledo, 11)      | 41 60 C1 C03       | Embajadores                      |       |
| 2357   | El Rastro                              | 41 60 C1 C03       |                                  |       |
| 1884   | Puerta de Toledo                       | 3 60 M3            | Puerta de Toledo                 |       |
| 1882   | La Paloma                              | 3 60 M3            |                                  |       |
| 1880   | San Francisco el Grande                | 3 M3               |                                  |       |
| 1878   | Las Vistillas                          | 3 M3               |                                  |       |
| 1876   | Palacio Real                           | 3 M3               |                                  |       |
| 855    | Plaza de España                        | 3 25 39 46 75 158  | Plaza de España                  |       |
| 5139   | Gran Vía-Plaza de España               | 44 75 133          | Plaza de España                  |       |
| 5571   | CALLAO (C/ Jacometrezo, 5)             |                    | Callao                           |       |

## Galería de imágenes

Mapa zonal de la estación de metro de Embajadores con los recorridos de las líneas de autobuses, entre las que aparece el 148.